# Ioannis N. Svoronos

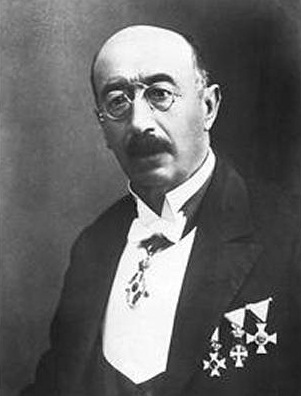
Ioannis N. Svoronos

Ioannis Nikolaou Svoronos (griechisch Iωάννης Ν. Σβορώνος) (* 27. April  1863 auf Mykonos; † 7. September 1922 in Athen) war ein griechischer Numismatiker.

## Leben
Svoronos studierte in Athen, Paris und London. Ab 1887 war er Mitarbeiter, von 1890 bis 1920 Direktor des Numismatischen Museums in Athen, ab 1918 dazu Professor für Numismatik an der Universität Athen. Ab 1898 gab er das Journal International d’Archéologie Numismatique heraus.
Sein großangelegter Plan eines 22-bändigen Corpuswerkes griechischer Münzen, das im Verlag Bruckmann in München erscheinen sollte, kam nicht über den von Svoronos selbst verfassten ersten Band zu Athen hinaus.

## Veröffentlichungen (Auswahl)
- Numismatique de la Crète ancienne. Mâcon 1890.
- Ta nomismata tou kratous ton Ptolemaion. 4 Bände, Athen 1904–1908.
- Les monnaies d’Athènes. Terminé après la mort de l’auteur par Behrendt Pick. Bruckmann, München 1923–1926.